# Vicko Bujović
Conte Vicko Bujović (1660. – 1709.), hrvatski pisac iz Crne Gore, lokalni dužnosnik. Jedna je od najzanimljivijih osoba peraške povijesti. Suprug hrvatske pjesnikinje Jele Bujović., sin Stjepanov i brat Ivanov. Kum na vjenčanju bio mu je Tripo Kokolja. S Vickom se 1705. zamijenio za kuću, pa je u kuću Vicka Bujovića iznad crkve sv. Ivana Kokolja preselio iz svoje obiteljske kuće kraj crkve sv. Ivana.
Istaknuo se u Morejskom ratu (1684. – 1699.). Istaknuo se u bitki na Kreti 1686. i osvajanju tog otoka te u osvajanju Herceg Novog 1687. i prvom mletačkom osvajanju Trebinja 1689. godine. Postavljen je 1695. za guvernera flotile koja je štitila mletačke trgovačke putove od gusara. Mletačka Republika mu je za ratne zasluge dodijelila feud Kumbor kraj Herceg Novoga i nasljedni kneževski naslov. Od 1694. obavljao je dužnost kapetana Perasta. Kao gradski kapetan isticao se silničkim vladanjem, prekomjernim trošenjem gradskog novca i kao glavni sudionik u mnogim skandalima. Iako se prije borio protiv gusara, poslije je i sam gusario pljačkajući dubrovačke brodove. Godine 1709. ubijen je u zavjeri skupine peraških plemića.
1691. Vicko i brat Ivan dobili su posjed kod Risna. 1704. dobio je kneževski naslov, a sinovima Ivanu, Krstu i Stjepanu naslov je potvrđen 1731. godine.
Kokoljin portret Bujovića nalazi se u Muzeju grada Perasta. Bujović je naručio freske u crkvi sv. Nedjelje u Kumboru kraj Herceg-Novoga, nastale između 1704. i 1709., a pripisuju se Kokolji.